# Calodesma maculifrons
Calodesma maculifrons är en fjärilsart som beskrevs av Walker 1865. Calodesma maculifrons ingår i släktet Calodesma och familjen björnspinnare. Inga underarter finns listade i Catalogue of Life.